# Mykologie

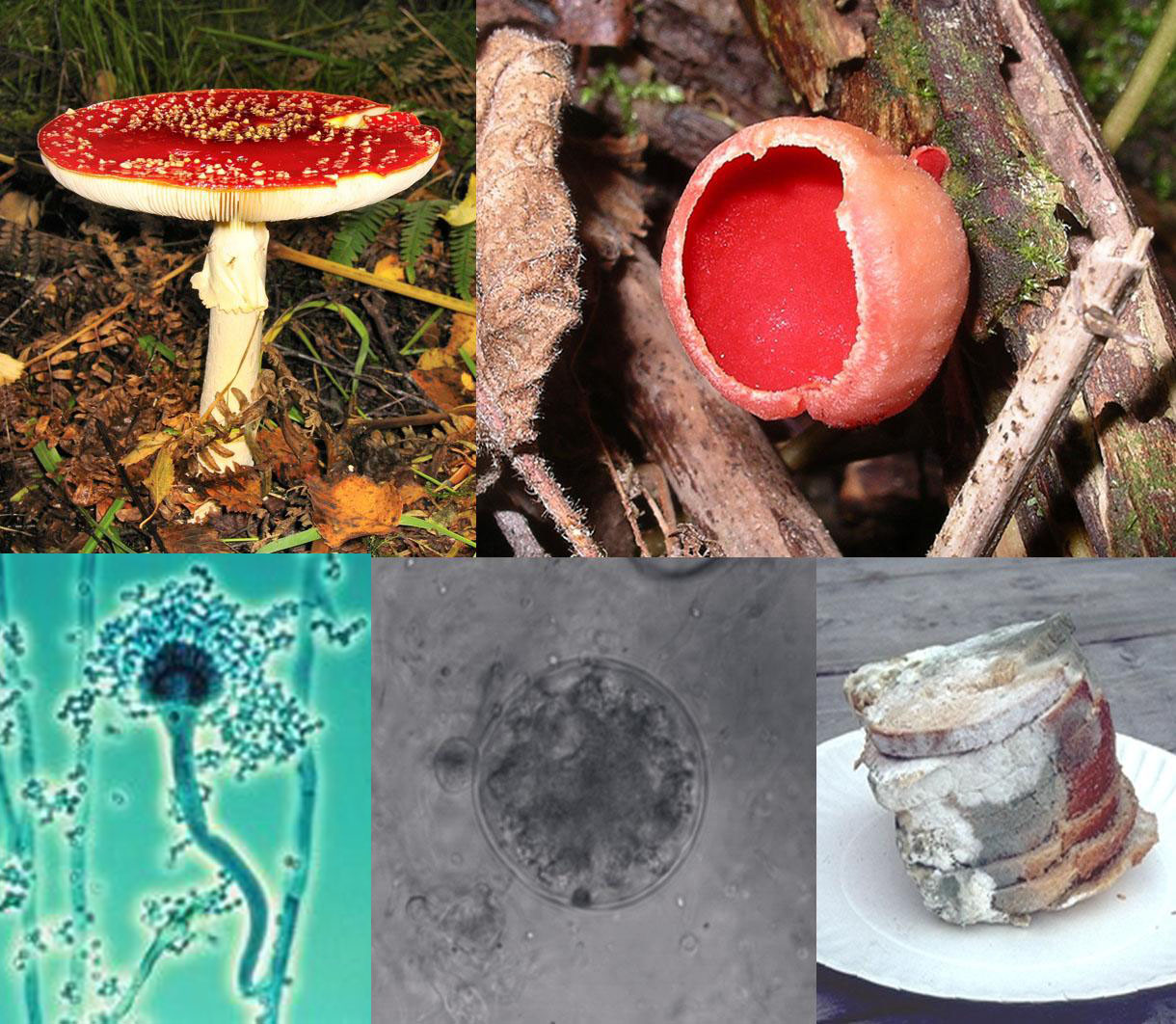
Vertreter der Pilze

Mykologie (altgriechisch μύκης mýkēs ‚Pilz‘ und -logie; auch Pilzkunde) ist die Wissenschaft von den Pilzen. Zu den Pilzen gehören die Abteilungen Schlauchpilze (Ascomycota), Ständerpilze (Basidiomycota), Jochpilze (Zygomycota), Töpfchenpilze (Chytridiomycota) und Arbuskuläre Mykorrhizapilze (Glomeromycota).
Traditionell befassen sich Mykologen oft auch mit Schleimpilzen (Myxomycota) und Eipilzen (Oomycota), die nach neueren Erkenntnissen jedoch nicht näher mit den Pilzen verwandt sind. Auch die Wissenschaft von den Flechten – die Lichenologie – gehört im weitesten Sinn zur Mykologie, da bei dieser Symbiose der dominierende Part von Pilzen eingenommen wird. In der Mykologie gibt es große Überschneidungen mit der Mikrobiologie, da sehr viele Pilze – zumindest in bestimmten Entwicklungsstadien – zugleich Mikroorganismen sind.
Einer griechischen Sage zufolge gründete der griechische Held Perseus die Stadt Mykene an der Stelle, wo er sich mit Wasser erfrischte, das sich im Hut eines Pilzes (mýkēs) gesammelt hatte.

## Geschichte der Mykologie
Der Begriff Mykologie entstand im 18. Jahrhundert und wurde von Christian Hendrik Persoon geprägt, woraufhin er sich dann als Terminus für die Pilzwissenschaft verbreitete.
Als eigentlicher Begründer der Mykologie gilt seit seinen ab 1841 erfolgten Entdeckungen des Hautpilzes Trichophyton schoenleinii, des Hefepilzes Candida albicans, der Schlauchpilzart Ctenomyces metagraphytes und anderer Pilze der ungarische Arzt David Gruby. Im Laufe des 19. Jahrhunderts entwickelte sich dann aus der seit Einführung des Mikroskops im 17. Jahrhundert entstandenen Parasitologie das moderne Fachgebiet der Mykologie.

### Altertum und Antike
Menschen sammelten schon in vorgeschichtlicher Zeit Pilze als Nahrung, zu Heilzwecken und als Berauschungsmittel. Die ältesten schriftlichen Erwähnungen über Pilze stammen von Euripides (480–406 v. Chr.). Der griechische Philosoph Theophrastos von Eresos (371–288 v. Chr.) war der erste, der versuchte, durch vergleichende Morphologie eine Art wissenschaftliche Differenzierung von Pflanzen inklusive Pilzen zu schaffen. Pilze waren für ihn Pflanzen, denen wichtige Organe fehlen. Um 150 v. Chr. beschrieb der griechische Arzt und Dichter Nikandros aus Kolophon (um 200–150 v. Chr.) den Unterschied zwischen essbaren und giftigen Pilzen. Plinius der Ältere (23/24–79) nahm in seiner Enzyklopädie Naturalis historia eine anatomisch geprägte Einteilung vor, indem er die Pilze den Kategorien fungus (Hutpilz), agaricum (Lärchenporling), suillus (Steinpilz), tuber (Trüffel) und boletus (Kaiserling) zuordnete. Ein Zeitgenosse, der griechische Arzt Pedanios Dioskurides (ca. 30–80), unterschied die Pilze stattdessen nach dem Ort ihres Vorkommens: Hutpilze oberirdisch, Trüffel unterirdisch, die Porlinge an den Bäumen.

### Mittelalter
Während des Mittelalters lag die Forschung im Bereich der Pilze mehr oder weniger brach; statt neuen Erkenntnissen wurde das antike Wissen tradiert, wobei es auch zu Verfälschungen desselben kam.
Mönchen dienten die Pilze in erster Linie als Nahrungsmittel. Als herausragend gelten die pilzkundlichen Werke der deutschen Äbtissin Hildegard von Bingen (1098–1179), die in ihrer Quantität und Qualität für das Mittelalter einmalig waren. Daneben gab es Gelehrte, die vom Genuss der Pilze generell abrieten, wie z. B. Albertus Magnus (1193–1280). Seiner aus den antiken Schriften übernommenen Auffassung nach entstünden Pilze aus Ausdünstung und Fäulnis. Zudem handle es sich bei ihnen nicht einmal um richtige Pflanzen, da ihnen weder Samen, Zweige noch Blätter zu eigen seien.

### 16. bis 18. Jahrhundert
Die Einteilung der Pilze in genießbare und giftige war noch bis zur Renaissance geläufig, wie auch aus der Systematik des Charles de l’Écluse (Clusius, 1526–1609) hervorgeht. Doch mit dem 16. Jahrhundert begann der mittelalterliche Stillstand in der Pilzkunde dem wissenschaftlichen Fortschritt zu weichen. Adam Lonitzer (1528–1586) sagt noch über Pilze: „Seind weder Kräuter noch Wurzeln, weder Blumen noch Samen, sondern nichts anders dann ein oberflüssige feuchtigkeit des Erdtrichs, der Bäume, der Hölzer und fauler ding, darumb sie auch eine kleine zeit wären, dann in sibentagen wachsen sie, unnd vergehen auch, sonderlich aber kriechen sie herfür wann es dondert.“ Doch schon sein Zeitgenosse Pietro Andrea Mattioli (1501–1577) versuchte eine systematische Gliederung der Pilze in Gattungen. Giambattista della Porta (1539–1615) nennt den Sporenstaub der Pilze eine Art „Samen“.
Im 17. Jahrhundert erkannte Joseph Pitton de Tournefort (1656–1708), dass Pilze selbständige Organismen sind, welche pflanzliche Krankheiten erzeugen können. Sein System der Pilze wurde später die Grundlage für die Systematik von zum Beispiel Johann Jacob Dillen (Dillenius, 1684–1747) und Carl von Linné (Linnaeus, 1707–1778). Zu dieser Zeit war die Annahme noch sehr verbreitet, dass Pilze durch eine Art „faulende Gärung“ entstehen würden.
Linné stellt die Pilze zusammen mit Farnen, Moosen und Algen zur Klasse der „Cryptogamia“ und setzt auch für diese Klasse das System des binären wissenschaftlichen Namens durch. Zu den Wegbereitern der Mykologie zählt auch der mit Linné korrespondierende Pfarrer und Naturforscher Jacob Christian Schäffer (1718–1790), Autor eines vierbändigen Werkes zu den bayerischen und pfälzischen Pilzen.

### 19. Jahrhundert
Geradezu revolutioniert wurde im ausgehenden 18. Jahrhundert und beginnenden 19. Jahrhundert die Mykologie durch die systematischen Arbeiten von Christian Hendrik Persoon (1761–1836), Lewis David von Schweinitz (1780–1834) und Elias Magnus Fries (1794–1878), die man als die Begründer der modernen Mykologie bezeichnen darf.
Weitere Forscher aus dieser Zeit mit ihren Forschungsschwerpunkten:
- Samuel Frederick Gray – Taxonomie
- Petter Adolf Karsten – Dickröhrlingsverwandte und Porlinge
- Joseph Henri Léveillé – Taxonomie
- Lucien Quélet – Taxonomie
- Paul Kummer – Taxonomie
- Narcisse Théophile Patouillard – Taxonomie
- Louis René Tulasne – Rost-, Brand-, Schlauchpilze
- Julius Oscar Brefeld – Entwicklungsgeschichte und Phylogenie. Einführung neuer Techniken zur Reinkultur von Pilzen.
- Miles Joseph Berkeley – Biologie und Ökologie der Pilze
- Anton de Bary – Rost- und Brandpilze, Flechten, Entwicklungsgeschichte und Phylogenie

Das Werk von de Bary Morphologie und Physiologie der Pilze, Flechten und Myxomyceten (1866) könnte man als erstes Lehrbuch der Mykologie bezeichnen.

### 20. Jahrhundert
Stellvertretend für die vielen bedeutenden Pilzforscher des 20. Jahrhunderts mögen die folgenden Wissenschaftler stehen, von denen nicht wenige traditionell von der Botanik kommen, aber nun schon „reinrassige“ Mykologen sind:
- William Alphonso Murrill – Porlinge, Röhrlinge, Blätterpilze
- Hans Kniep – Cytologie und Genetik („Die Sexualität der niederen Pflanzen“)
- Ernst Gäumann – Rostpilze
- Rolf Singer – Blätterpilze
- Hans Burgeff – Mykorrhiza bei den Orchidaceae und den Ericaceae

Mit Zunahme der wissenschaftlichen Möglichkeiten – genetische, mikrobiologische, molekularbiologische und andere Methoden – erkannte man zum Ende des 20. Jahrhunderts, dass das Reich der Pilze noch weitestgehend unerforscht ist. Gerade die phylogenetische Forschung bringt in der Systematik der Pilze größere Veränderungen mit sich. So wurde die Klasse der Bauchpilze (Gastromycetes) überflüssig, da ihre Vertreter aufgrund ihrer Entwicklungsgeschichte nun anderen, teilweise unterschiedlichen Klassen zugeordnet wurden.

### 21. Jahrhundert
Die Wissenschaft beginnt die Bedeutung der Arbuskulären Mykorrhizapilze (Glomeromycota) für das Gedeihen vieler Pflanzen zu erkennen. Gerade diesen Pilzen scheint künftig eine erhebliche ökologische und ökonomische Rolle zu erwachsen, deren Erforschung gerade erst begonnen hat.
Bisher sind erst circa 80.000 von geschätzten 1,5 Millionen Pilzarten bekannt. Die Pilzsystematik sowie die Erforschung der Inhaltsstoffe und Stoffwechselprodukte der Pilze stecken gleichsam noch in den Kinderschuhen.

## Forschungsgebiete der Mykologie

### Systematik
Fachleute haben den Vorschlag gemacht, eine klare Abgrenzung zu anderen Lebewesen einzuführen, indem die Begriffe Fauna, Flora und Funga gleichwertig verwendet werden, da Pilze zu keiner der beiden anderen Gruppen zählen.
Vermutungen von Fachleuten legen nahe, dass es rund 5 Millionen Pilzarten auf der Erde gibt. Da bisher höchstens 10 Prozent aller vermuteten Pilzarten beschrieben vorliegen, ist die Systematik der Pilze eine der größten Herausforderungen in der Mykologie. Wie in anderen Gebieten der Biologie werden in der Systematik der Pilze immer mehr Methoden aus der Molekularbiologie eingesetzt, zum Beispiel die Polymerase-Kettenreaktion oder die DNA-Sequenzanalyse.

### Ökologie, Phytopathologie und Mykorrhiza
Ein Schwerpunkt der Mykologie ist die Rolle von Pilzen als Krankheitserreger bei Pflanzen, weil diese aus ökonomischer Sicht im Vordergrund steht. Insbesondere Monokulturen von Kulturpflanzen können durch phytopathogene Pilze wie die Brand- und Rostpilze schwer geschädigt werden. Hier untersuchen Mykologen die Infektionsmechanismen und erforschen Möglichkeiten der Bekämpfung. Daran schließt sich die Entwicklung von Maßnahmen gegen Pilze an, die nach der Ernte die erzeugten Nahrungsmittel schädigen und zerstören können.
Eine positive Rolle aus Sicht des Menschen spielen Pilze mit der Fähigkeit zu verschiedenen Formen der Mykorrhiza, die das Gedeihen von Pflanzen und Kulturpflanzen fördern können. Eine erhebliche Bedeutung kommt hier den erst in jüngerer Zeit näher untersuchten arbuskulären Mykorrhizapilzen zu. Daneben gibt es zahlreiche andere Arten von Mykorrhizen, deren Bedeutung für Ökologie oder Ökonomie noch nicht vollständig erforscht sind.
Neben Bakterien sind Pilze die typischen Destruenten im ökologischen Stoffkreislauf. Ohne Pilze würde ein Berg von ansonsten kaum abbaubarem Lignin aus Holzresten die Lebensmöglichkeiten an Land stark einschränken.
Physiologische Besonderheiten von Pilzen sind bislang noch unzureichend erforscht. So steht man beispielsweise in der Wissenschaft immer noch vor dem Rätsel, wie bei Großpilzen die Schwerkraftwahrnehmung und die Reizantwort funktioniert. Experimente in Mikrogravitation, wie sie mit dem Samtfußrübling durchgeführt wurden, brachten bislang keine Klarheit.

### Medizinische Mykologie
Die medizinische Mykologie (auch klinische Mykologie) ist ein Teilbereich der medizinischen Mikrobiologie, da pilzliche Krankheitserreger beim Menschen unter die Kategorie Mikroorganismen fallen. Sie befasst sich mit Interaktionen zwischen Pilzen und Mensch. Eine wichtige Rolle spielt die Erforschung von Diagnoseverfahren und Krankheitsprävention sowie die Therapie von Pilzinfektionen (Mykosen) und Vergiftungen mit Pilzgiften und Mykotoxinen.
Einige Pilze verursachen Krankheiten wie beispielsweise Aspergillose, Candidose, Fußpilz und Schimmelpilz-Allergien.
Anderen Pilzen wird jedoch auch eine therapeutische Wirkung nachgesagt (Medizinalpilze).

### Mykologie in der Tierhaltung
Pilze treten als Krankheitserreger oder Produzenten von Toxinen auf. Andererseits sind Pilze auch Lieferanten von Antibiotika gegen bakterielle Erkrankungen bei Tieren. Es gibt auch Forschungen, minderwertige organische Substanzen – zum Beispiel Stroh – durch Pilze in höherwertige Futterquellen zu transformieren.
In freier Natur wird inzwischen der Chytridpilz vor allem in Südamerika und Australien zu einer Bedrohung für die dortige Froschwelt.

### Technische Mykologie
Wirtschaftlich bedeutsam ist die technische Mykologie. Untersucht wird hierbei ebenso wie bei der technischen Mikrobiologie der Stoffwechsel von Pilzen (Makro- und Mikromyzeten). Ebenso werden genetische und andere züchterische Methoden entwickelt und angewandt, um metabolische Stoffen erzeugen und gewinnen zu können. Beispiele sind die großtechnische Gewinnung von Antibiotika (zum Beispiel durch Penicillium-Arten), Vitamin C und Zitronensäure (durch Aspergillus-Arten), Vitamine der B-Gruppe durch Hefen. Daneben werden weitere Medikamente und Nahrungsmittel durch Pilze erzeugt.
Ein weiterer Aspekt in der technischen Mykologie ist die Fähigkeit einiger Pilze zum Abbau toxischer oder umweltschädigender Stoffe.

## Angewandte Mykologie/Berufsfelder
- Grundlagenforschung
- Recycling
- Biotechnologie
- Biologischer Pflanzenschutz
- Gutachter, Pilzberater
- Pilzzucht
- Holzveredelung (Mykoholz)[7][8]